# 日元
日元（にちげん、1711年9月27日（正徳元年8月15日） - 1778年3月24日（安永7年2月26日））は、大石寺第33世法主。

## 略歴
- 1711年（正徳元年）8月15日、江戸で誕生。
- 1742年（寛保元年）10月2日、父法受日持卒。
- 1750年（寛延3年）冬、大石寺14代学頭となる。
- 1751年（宝暦元年）12月28日、対俗三衣談を著す。
- 1756年（宝暦6年）8月、32世日教より法の付嘱を受け、33世日元として登座。9月19日、座替式を行なう。
- 1757年（宝暦7年）8月19日、日寛33回忌のために報恩抄を開講す。
- 1764年（明和元年）9月27日、日元、法を34世日真に付嘱し石之坊に移る。
- 1765年（明和2年）7月26日、34世日真寂。9月13日、母妙運日宝卒。
- 1765年（明和2年）11月12日、日元、法を35世日穏に付属す。
- 1771年（明和8年）春、京・大坂・堺に遊化し、2月24日、京要法寺に至り、3月1日、御堂において説法す。
- 1772年（安永元年）、大坂蓮華寺に至り堂供養を修す。
- 1778年（安永7年）2月26日、68歳にて死去した。

| 先代 日教 | 大石寺住職一覧 | 次代 日真 |